# Кабасин, Геннадий Сергеевич
Геннадий Сергеевич Кабасин (24 июля 1937, совхоз Ульяновский, Саратовская область, РСФСР, СССР — 15 мая 2016, Москва, Российская Федерация) — советский партийный и государственный деятель, председатель Воронежского областного Совета народных депутатов (1990), первый секретарь Воронежского областного комитета КПСС (1987—1990).

## Биография
Работал секретарём училища механизации сельского хозяйства (с. Елань Салтыковского района), разнорабочим. В 1960 году окончил Воронежский зооветеринарный институт. В том же году вступил в ряды КПСС.
Продолжил свою трудовую деятельность в Воронежской области в Панинском районе. Работал главным зоотехником опытно-показательного хозяйства Госплемзавода «Тойда». С 1963 года занял пост секретаря парторганизации КПСС Госплемзавода «Тойда». Вскоре стал инспектором-парторганизатором парткома КПСС Панинского территориального производственного колхозно-совхозного управления. С 1963 по 1964 год — инструктор отдела партийных органов Воронежского сельского областного комитета КПСС. В 1964—1965 годах — заместитель секретаря парткома КПСС Панинского территориального производственного колхозно-совхозного управления.

## Партийно-государственная деятельность
С 1965 по 1970 годы — второй секретарь Панинского районного комитета КПСС. В 1967 году окончил заочную аспирантуру при Воронежском сельскохозяйственном институте. Кандидат экономических наук. 
В 1970 году был избран первым секретарём Панинского районного комитета КПСС. В 1978 году был переведён в Москву инструктором сельскохозяйственного отдела ЦК КПСС. С 1979 по 1984 год — секретарь Брянского областного комитета КПСС, затем с 1984 по 1985 год — второй секретарь Брянского обкома КПСС. С 1985 по 1986 год — инспектор ЦК КПСС, с 1986 по 1987 год — заместитель заведующего отделом организационно-партийной работы ЦК КПСС.
C января 1987 по июнь 1990 года — первый секретарь Воронежского областного комитета КПСС, одновременно с марта по ноябрь 1990 года являлся председателем Воронежского областного Совета народных депутатов.
Член Центральной ревизионной комиссии КПСС (1986—1990). Народный депутат СССР (1989—1991).

## Награды
- два ордена «Знак Почёта» (1966, 1971)
- медаль «За доблестный труд. В ознаменование 100-летия со дня рождения В. И. Ленина» (1970)
- орден Ленина (1973)
- орден Трудового Красного Знамени (1976)
- орден Октябрьской Революции (1987)
- медаль «За преобразование Нечерноземья РСФСР»[1]
- медаль «За заслуги перед Панинским районом» (2012)[3].